# Batalha do Cabo Matapão
A Batalha do Cabo Matapão, também chamada de Batalha de Gaudo, foi um confronto naval travado na Segunda Guerra Mundial entre as forças do Reino Unido e Austrália contra aquelas da Itália. Ela ocorreu de 27 a 29 de março de 1941 no Mar Mediterrâneo, ao sul do Cabo Tênaro e Creta. A batalha veio de uma patrulha italiana que tinha a intenção de procurar e afundar quaisquer navios britânicos na área, porém a existência dessa operação foi descoberta pela inteligência Aliada. Desta forma, os britânicos enviaram uma força igualmente grande para interceptá-la.
Os italianos foram avistados por um avião de reconhecimento na tarde do dia 27, enquanto os britânicos no amanhecer do dia seguinte. O confronto começou às 8h12min, inicialmente apenas entre as forças de cruzadores. As embarcações britânicas recuaram e começaram a seguir os italianos, que foram atacados por aeronaves lançadas pelo porta-aviões HMS Formidable e por bases em terra. Esses aviões conseguiram torpedear e danificar o couraçado Vittorio Veneto durante a tarde e o cruzador pesado Pola ao anoitecer. Isto fez com que os italianos iniciassem sua retirada.
O Vittorio Veneto, os cruzadores rápidos e boa parte dos contratorpedeiros conseguiram dar a volta a retornarem em segurança para a base naval de Tarento. Entretanto, o Pola estava completamente incapacitado e parado na água, assim seus irmãos Zara e Fiume foram enviados para rebocá-lo. Estes navios foram detectados pelos radares britânicos, que enviaram sua principal força com três couraçados. Estes encontraram os cruzadores italianos no meio da noite do dia 29 e os afundaram, junto com dois contratorpedeiros. Os sobreviventes foram resgatados e aprisionados.